# Eustaquio de Fly

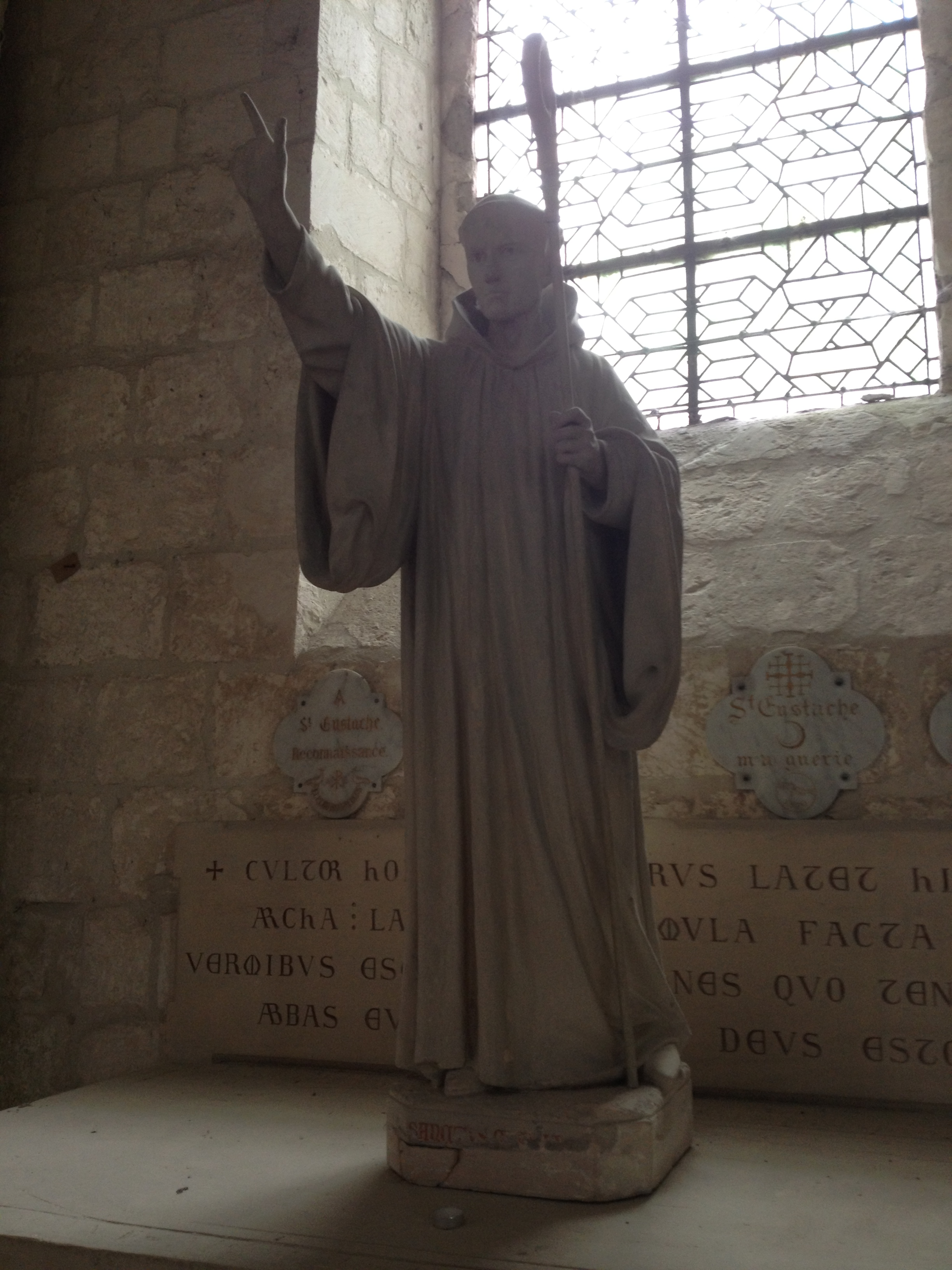
Estatua de Eustaquio de Fly

San Eustaquio (nació hacia el 1178 en Beauvaisis, murió el 7 de septiembre de 1211 en la abadía de Saint-Germer-de-Fly, en el Oise. Fue un religioso cisterciense francés de finales del siglo XII y principios del siglo XIII, al que los cistercienses tienen en gran consideración.

## Monje cisterciense y abad de Saint-Germer-de-Fly
Tras la muerte del abad Hugo el Pobre, en 1200, los monjes de la abadía cisterciense de Fly (Saint-Germer), eligieron a Eustaquio como su superior. "Nosotros escogimos a vuestro secretario, hombre honorable, sencillo y recto, reconocido por todos", escribieron a Philippe de Dreux.
Eustaquio se instaló en Beauvois prometiendo, en la catedral, obediencia y sumisión al obispo. Se debe precisar, a este respecto, que este rito de sumisión era propio de la abadía de Saint-Germer, porque, habitualmente, un monasterio gozaba del privilegio de “excepción”, es decir, que una abadía tenía una gran autonomía en relación con el obispo de la diócesis pero, en este caso, todos los bienes del monasterio pertenecían al obispo de Beauvais. La abadía estuvo abandonada durante unos cincuenta años, después de que se produjeran las invasiones normandas, el rey le había concedido estas tierras al obispo para que no fueran expoliadas. El abad de Saint-Germer era, por tanto, vasallo del obispo de Beauvais, situación que subsistió hasta la desaparición del monasterio durante la Revolución francesa.

## Predicador en Languedoc contra los albigenses
Los albigenses eran adeptos a la secta de los cátaros. Un movimiento de carácter herético con diáconos, obispos y concilios, cuya doctrina era, evidentemente, contraria al cristianismo, pero que tuvo gran predicamento en las poblaciones cercanas al Languedoc, poniendo en peligro a la propia Iglesia.
Su rápida expansión obligó a los Papas y a los obispos a enviar predicadores para instruir en la fe cristiana a toda esa región herética. Llamaron a los benedictinos, a los cirtencienses e incluso a los prémontrés (del Prémonté). Philippe de Dreux, el obispo de Beauvais, envió en misión a Eustaquio que tuvo que dejar su abadía.
Esta acción “pedagógica”, y evangelizadora la realizó unos años antes de que se llevaran a cabo las cruzadas contra los albigenses desencadenadas por el Papa Inocencio III ardiente defensor de la fe, que asoló el país unos años más tarde y en las que participó en 1213 y en 1215 Philippe de Dreux, obispo, pero a la vez, un prelado guerrero y aventurero.

## El legado apostólico en Inglaterra
Los sermones de Eustaquio en el Languedoc obtuvieron tanto éxito que llamaron la atención del Papa. Inocencio III envió entonces a Eustaquio, como legado apostólico a Canterbury (Inglaterra). Allí fue muy mal recibido, sobre todo porque intentó convencer a los nobles para que dejaran que sus aldeanos descansaran los domingos. Eustaquio regresó a Saint-Germer, pero Inocencio III le ordenó volver a Inglaterra, enviándole, esta vez, a York como predicador. En esta ocasión no incidió en su deseo de hacer respetar los domingos como jornada de descanso para los trabajadores; pero fue el promotor de la costumbre de dejar una lamparilla encendida cerca del tabernáculo de las iglesias. Asimismo fomentó las instituciones “caritativas”, unos equipos cristianos que se preocupaban de enterrar con dignidad a los indigentes. Sin embargo el rey Ricardo Corazón de León se opuso, terminantemente, a que Eustaquio prosiguiera con estas actividades porque toda asociación integrada por gentes del pueblo se veía como una amenaza y un peligro para los nobles.

## Su muerte

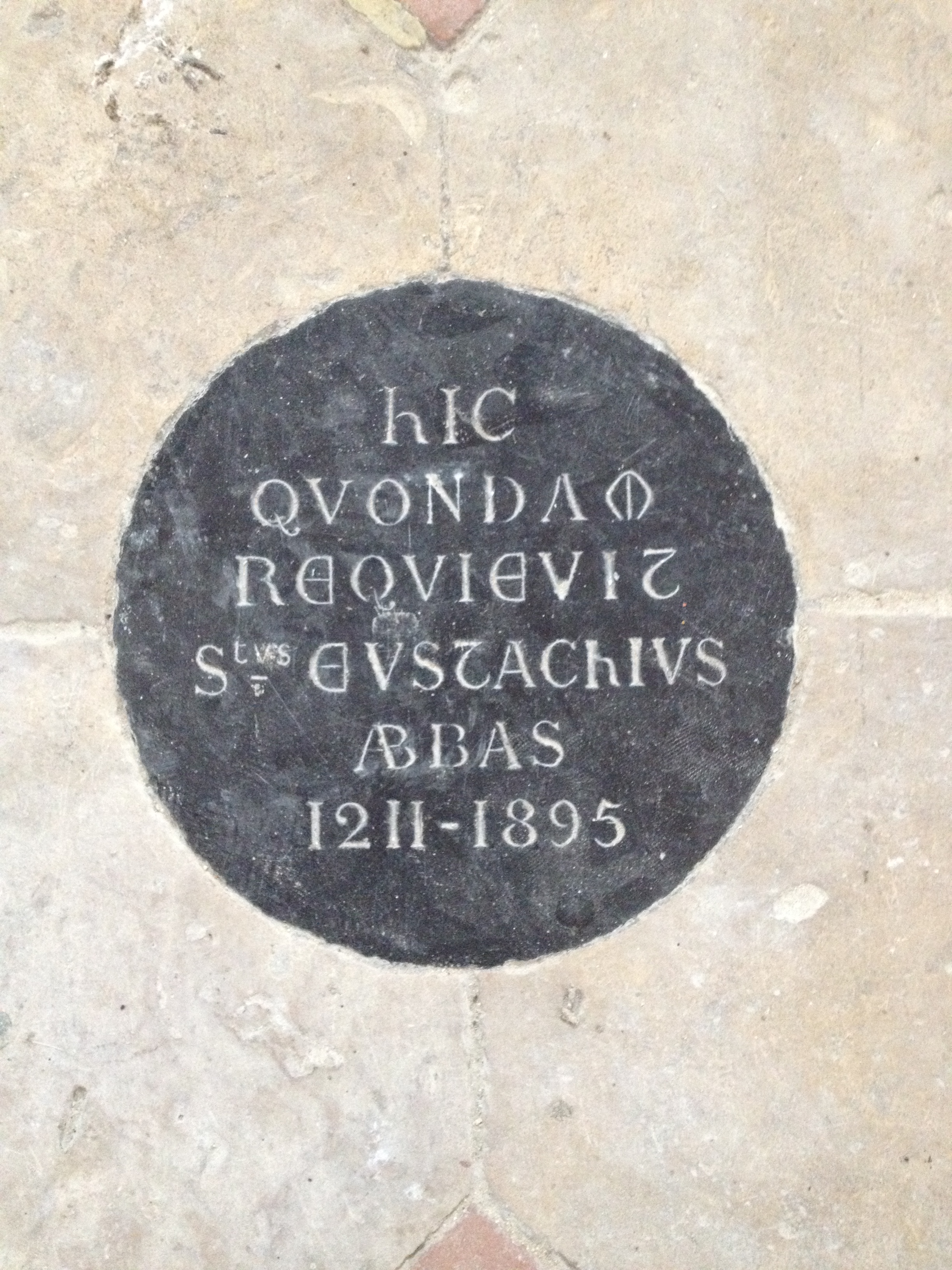
Placa de san Eustaquio

Agotado por estas misiones de predicación, Eustaquio volvió a Sanit-Germer y se consagró al gobierno de su abadía hasta el día de su muerte acaecida el 7 de septiembre de 1211.
Los monjes lo enterraron en medio de la nieve en la propia abadía, donde una placa rodeada de mármol negro colocada a finales del siglo XIX indica, todavía hoy: “Hic quondam requievit stus eustachius abbas” (aquí reposa, hace años, san Eustaquio, abad). 
Su cuerpo ya no se halla en este lugar. Cuando Pierre de Wessencourt, abad de 1259 a 1272 hizo edificar la santa capilla de Saint-Germer, hizo llevar allí sus restos.
Actualmente, la Iglesia no ha empezado el proceso de canonización; un monje, cuyas cualidades de santidad le han sido reconocidas, y que ha sido designado como santo al ser mencionado un resumen de su vida en el “martirologio” leído en los refectorios de los monasterios en los que San Eustaquio figura siempre.
Existen unas reliquias de San Eustaquio que datan del siglo XIX y que fueron robadas en 1993.
- Datos: Q3061068